# Ал-Имран
Сура Ал-Имран (арабски: آل عمران), „Родът на Имран“, е третата сура от Свещения Коран и се състои от 200 аята.

## Преглед
Имран е бащата на Муса и Харун, за който се говори и в християнството и юдаизма. Сурата е низпослана в Медина и е втората или третата медиснка сура. Почти цялата е била низпослана през 3 г. след Хиджра, като възможно изключение е само 61-ви аят, в който се споменава за Мубахала и за това може да е бил низпослан по време на визитата на християните от Наджран през 10 г. след Хиджра. Но доказателствата за тази теория са оскъдни.